# El Norte
El Norte – amerykańsko-brytyjski film społeczno-obyczajowy z 1983 roku, poruszający - jako jeden z pierwszych - los Indian gwatemalskich, żyjących w skrajnym ubóstwie jako obywatele drugiej kategorii oraz mit (i rzeczywistość) emigracji "na północ", czyli do USA. 
Bohaterowie, brat i siostra Xuncax, ścigani przez armię rządową w swoim kraju, decydują się na emigrację. By dotrzeć do Stanów Zjednoczonych muszą najpierw przejść przez Meksyk, gdzie doznają, jako Indianie, kolejnych poniżeń.
Zdjęcia kręcono w Meksyku (miasto Meksyk, Tijuana, stany Chiapas i Morelos) oraz w Kalifornii (Los Angeles, San Diego).

## Główne role
- Zaide Silvia Gutiérrez jako Rosa Xuncax
- David Villalpando jako Enrique Xuncax
- Ernesto Gómez Cruz jako Arturo Xuncax
- Lupe Ontiveros jako Nacha
- Trinidad Silva jako Monte
- Alicia del Lago jako Lupe Xuncax
- Abel Franco jako Raimundo
- Enrique Castillo jako Jorge
- Tony Plana jako Carlos
- Diane Cary jako Alice Harper
- Mike Gomez jako Jaime

i inni

## Nagrody i nominacje
Oscary za rok 1984
- Najlepszy scenariusz oryginalny - Gregory Nava, Anna Thomas (nominacja)